# Burnus

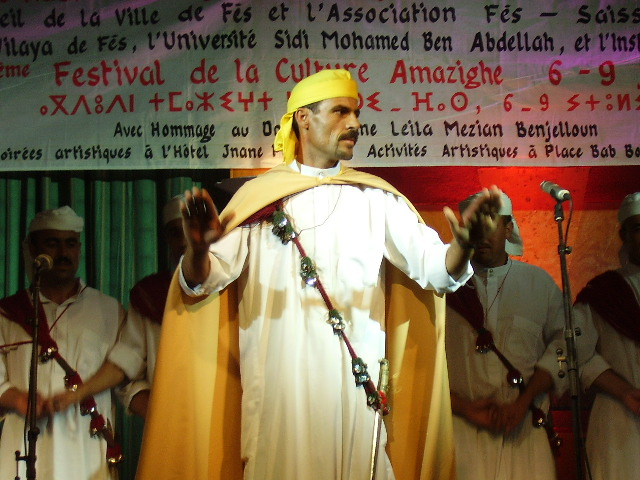
Musicista berbero con indosso un burnus, Marocco, 2006

Il burnus o aselham (parola berbera e araba maghrebina) è l'ampio mantello con cappuccio di lana, perlopiù bianco, che costituisce l'elemento più tipico dell'abbigliamento maschile del Maghreb.

## Etimologia
Un'ipotesi è che il nome derivi dal latino byrrus (o birrus), che designava appunto un ampio mantello da portare sopra gli abiti. Altre teorie sostengono invece che il nome derivi direttamente dalla radice berbera BRNS (parola berbera abernus). Oltre al berbero. abernus e all'arabo bernus, diffusi soprattutto in Algeria e in Marocco, altrove sono usati anche altri termini, tra i quali abidi, aselham, aheddun, azennar, axnif, axidus, eccetera. In alcuni dialetti italiani è sberna, sbernia, bernusse, in spagnolo albornoz e bérnia e in francese è burnous e berne.

## Descrizione
Caratteristica del burnus, oltre al cappuccio (aqelmum, agelmus), che può essere anche molto grande e a volte terminare con un pompon (acrur, tawtat, tawckint), è la corta cucitura che lo chiude sulla parte alta del davanti, il che permette di indossarlo infilandolo sopra la testa, senza necessità di fibbie o spille per fissarlo. Esistono diversi modi di indossarlo. Solo in caso di freddo e maltempo ci si avviluppa in esso tirandosi il cappuccio sulla testa. Spesso esso viene semplicemente portato sulle spalle, a volte appoggiandolo senza neanche infilare la testa nell'apertura anteriore; a volte viene indossato in modo asimmetrico, con il cappuccio su di un lato che può essere usato come sacca in cui riporre oggetti. Capita anche che venga gettato di traverso su di una spalla, acquisendo così solo un valore simbolico e non più di semplice capo di abbigliamento. Il burnus non costituisce solo un indumento, ma rappresenta anche un elemento di dignità della persona, in modo analogo alla toga virile dei Romani. Molte espressioni berbere ricordano questo valore del burnus. I santi "protettori" sono spesso detti "dal burnus", e se si fa un augurio a qualcuno si augura che il tal santo lo protegga con i lembi del suo burnus.
Il burnus è un indumento molto antico in Nordafrica. Esso viene raffigurato già in incisioni rupestri di epoca punica a Sigus (a sud di Costantina), dove si osserva un'immagine con postura molto simile a quella odierna, col braccio destro che solleva un lembo mentre la mano sinistra tiene ferma la stoffa (si veda qui accanto il gesto del contadino cabilo in piedi). Anche all'epoca di Sant'Agostino esso era un capo di abbigliamento associato alla dignità di chi lo indossava:
(Agostino d'Ippona Sermo 256, 13.)
Gli storici arabi del medioevo affermavano che tra i berberi del Nordafrica si dovevano distinguere gli agricoltori sedentari, detti Baranes (cioè: "quelli del burnus") dagli allevatori nomadi, detti invece Butr (cioè, a quanto sembra, "Quelli dal vestito senza appendice", senza cappuccio). È un dato di fatto che i tuareg, popolazione tipicamente nomade, non sono soliti usare il burnus, ma un altro tipo di abbigliamento.
Abito simile è la Qashabiya che si differenzia dal burnous per la presenza di maniche e di una chiusura.

## Galleria d'immagini

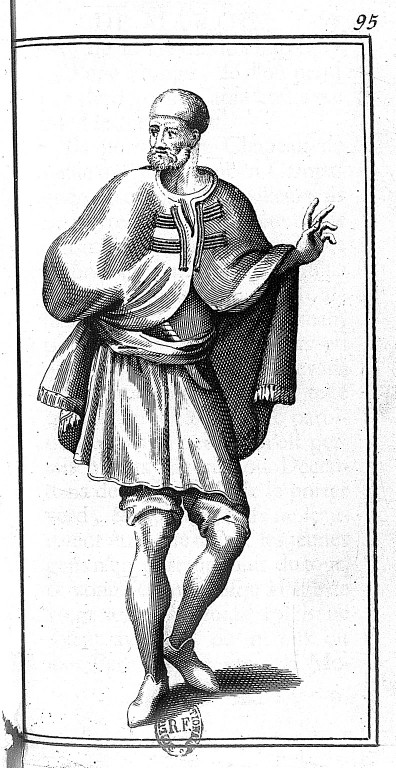
Vista di fronte: si nota la cucitura anteriore che evita l'uso di spille, XVII secolo
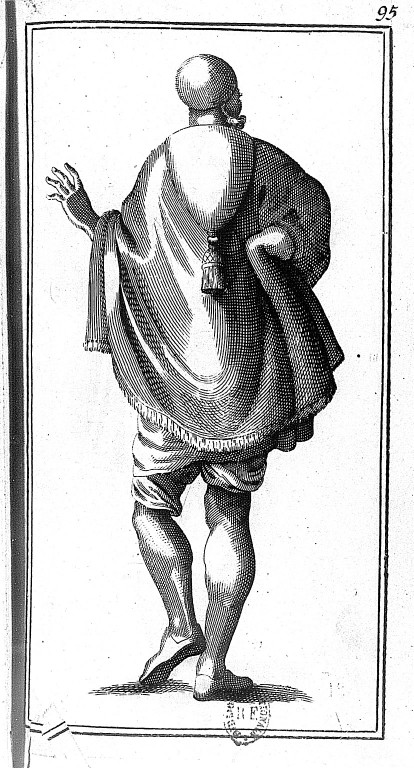
Vista di schiena: si nota l'ampio cappuccio (aqelmum) con tanto di nappa, XVII secolo
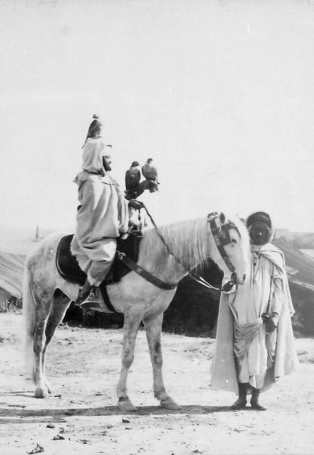
Un falconiere a cavallo col cappuccio sollevato, XIX secolo
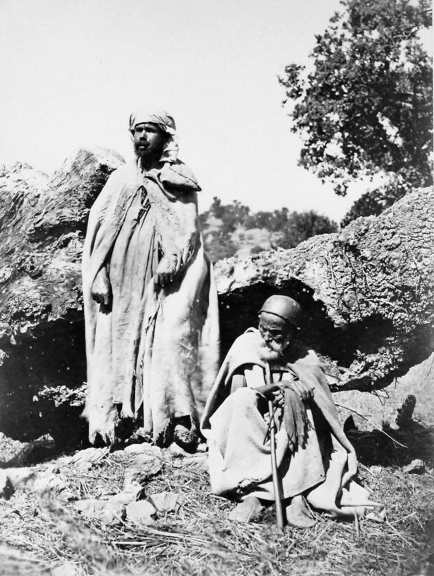
Contadini cabili. Uno di essi indossa il burnus col cappuccio sul lato sinistro, XIX secolo
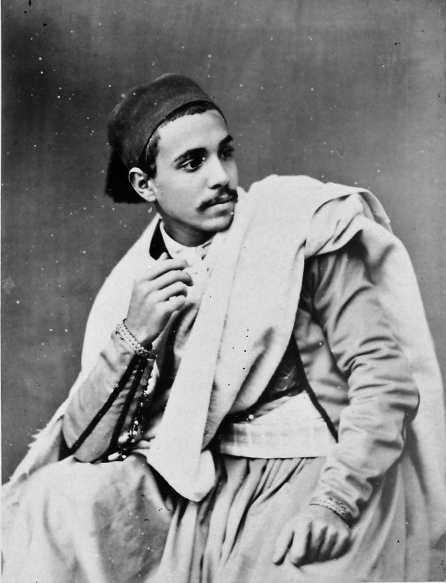
Abito cittadino in Algeria: il burnus è gettato sulla spalla sinistra, XIX secolo
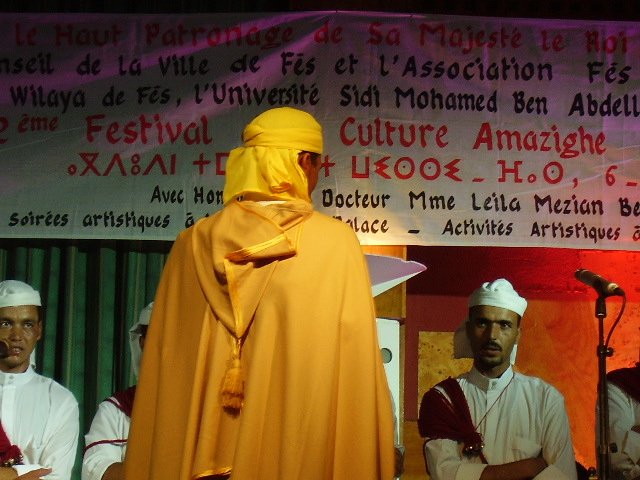
Un burnus "di gala" visto di schiena, XXI secolo